# Ibn Al-Qāssim
Ne doit pas être confondu avec Muhammad ibn al-Qasim.
ʿAbd Ar-Rahmān ibn Al-Qāssim (en arabe : عبدالرحمن ابن القاسم) (750-807) est un juriste musulman, élève de l'imam Mālik ibn Anas, grande figure de l'islam.
L'imam Ibn Al-Qāssim est né en Égypte en 128 de l'hégire. Il voyagea jusqu'à Médine pour étudier sous son mentor et professeur, l'imam Mālik, pendant plus de 20 ans. Il fréquenta également l'imam Al-Layth Ibn Saʿd et l'Imâm ʿAbd Al-ʿAzīz Ibn Al-Mājishûn.
Il fut le disciple de l'imam Mālik qui eut le plus d'impact dans la jurisprudence malikite. Il est d'ailleurs l'auteur du livre de référence dans l'école malikite, intitulé Al Mudawwanah, tout aussi célèbre que Al-Muwatta. Il était un homme maîtrisant l'ijtihad et fut considéré comme le plus érudit parmi les disciples de l'imam Mālik. C'est ainsi que l'imam ʿAbdullāh Ibn Wahb a dit : « Que celui qui souhaite connaître la pensée de Mālik se réfère à Ibn Al-Qāssim, car il est le seul à la posséder. De plus, sa transmission du Muwattā est la plus authentique. »
Il pratiquait l'ascèse et s'éloignant des princes et des gens en général. Il disait d'ailleurs : « Il n'y a aucun bien dans la fréquentation des princes. », et comparait le grand nombre d'amis à la condition d'esclave, du fait de toutes les conditions qu'impose le fait d'avoir un grand nombre de gens parmi ses connaissances. 
Il meurt en 191 de l'Hégire à environ 63 ans.